# Raymond Roche

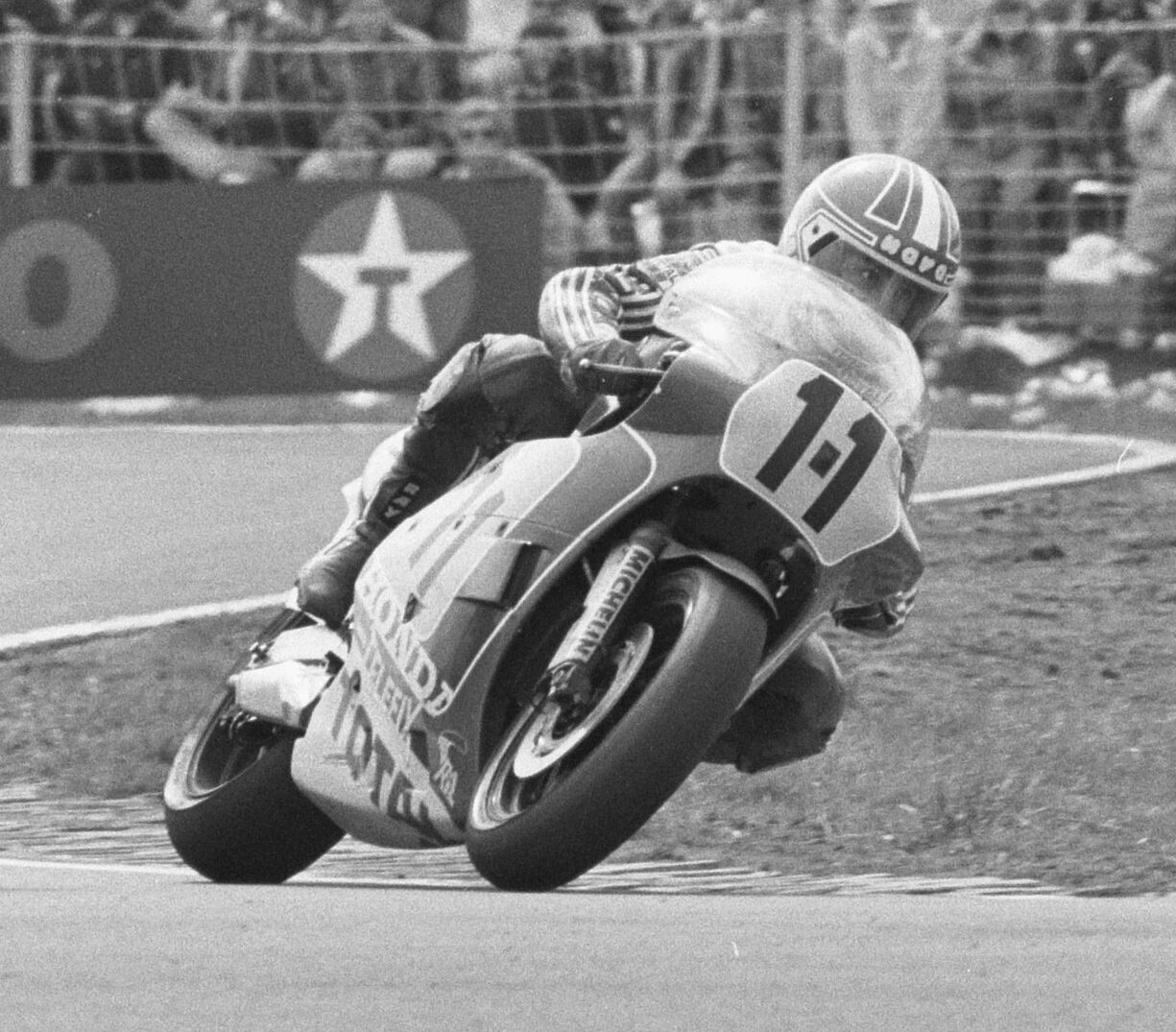
Raymond Roche bei der Dutch TT 1984

Raymond Roche (* 21. Februar 1957 in Ollioules) ist ein ehemaliger französischer Motorradrennfahrer.
Im Jahr 1990 gewann Raymond le rapide (Raymond der Schnelle), wie er genannt wurde, auf Ducati 851 die Superbike-Weltmeisterschaft. Während seiner Karriere war er auch als „Raymond le rapide“ bekannt.

## Karriere

### Grand-Prix- und Langstreckenengagement
Raymond Roche begann seine Karriere in der Motorrad-Weltmeisterschaft in der Saison 1976 auf einer Yamaha in der 250-cm³-Klasse beim Großen Preis von Frankreich in Le Mans. 1977 und 1978 trat er weiterhin sporadisch in der 250-cm³- und in der 350-cm³-Klasse der WM an – 1978 gelang ihm beim Viertelliterlauf um den Großen Preis von Großbritannien in Silverstone mit Rang drei hinter Toni Mang (Kawasaki) und Tom Herron (Yamaha) sein erstes Grand-Prix-Podium. Mit 26 Punkten belegte Roche am Saisonende Rang elf in der Gesamtwertung der 250-cm³-Klasse.
Von 1979 an war Roche auch im an Bedeutung gewinnenden Langstreckensport aktiv. Im zweiten Jahr der Motorrad-Langstreckenweltmeisterschaft, 1981, gewann er zusammen mit Jean Lafond auf Kawasaki den WM-Titel.
Ab der Saison 1980 startete Roche neben seinem Langstreckenengagement in der 500-cm³-Klasse der Motorrad-Weltmeisterschaft. Anfangs auf Suzuki und später auf Yamaha gelangen ihm bis einschließlich 1982 nur zwei WM-Zähler. Der Durchbruch gelang Raymond Roche 1983 auf Honda: er fuhr sechs der zwölf Saison-Grands-Prix und erzielte 22 WM-Zähler, die ihm Rang zehn in der Gesamtwertung einbrachten. Bestes Einzelresultat war der fünfte Platz beim Großen Preis von Deutschland in Hockenheim.
Die folgende Saison 1984 war die erfolgreichste in Roches Grand-Prix-Engagement. Er pilotierte im Team Honda Total eine NS 500 und wurde beim Saisonauftakt im südafrikanischen Kyalami hinter Eddie Lawson (Yamaha) Zweiter. In den weiteren elf Saisonrennen gelangen ihm drei weitere zweite und vier dritte Plätze sowie zwei Pole-Positions, womit er in der Gesamtwertung hinten den beiden US-Amerikanern Eddie Lawson und Randy Mamola (Honda) den dritten Rang belegte.
1985 trat Roche im Team von Giacomo Agostini Semi-Werks-Yamaha an. Er wurde damit bei seinem Heim-Grand-Prix in Le Mans Zweiter hinter Freddie Spencer (Honda) und belegte Rang acht im Endklassement. 1986 wurde er auf einer Honda des Racing Team Katayama WM-Achter.
Zur Saison 1987 wechselte Raymond Roche zusammen mit dem Belgier Didier de Radiguès ins neu aufgestellte Cagiva-Werksteam. Nach einer schwierigen Saison mit zahlreichen Ausfällen und ohne Podestplätze wurde der WM-13. Im für Roche nicht minder schwierigen Folgejahr verschlechterte sich seine Platzierung im Gesamtklassement auf Rang 20.

### Superbike-Weltmeisterschaft
Bereits in der Saison 1988 trat Roche auch in der neu ins Leben gerufenen Superbike-Weltmeisterschaft an. Im ersten Jahr bestritt er drei Läufe auf einer Ducati 851 und erzielte dabei keine WM-Punkte. Beim zweiten Rennen im portugiesischen Estoril gelang ihm dennoch die schnellste Rennrunde.

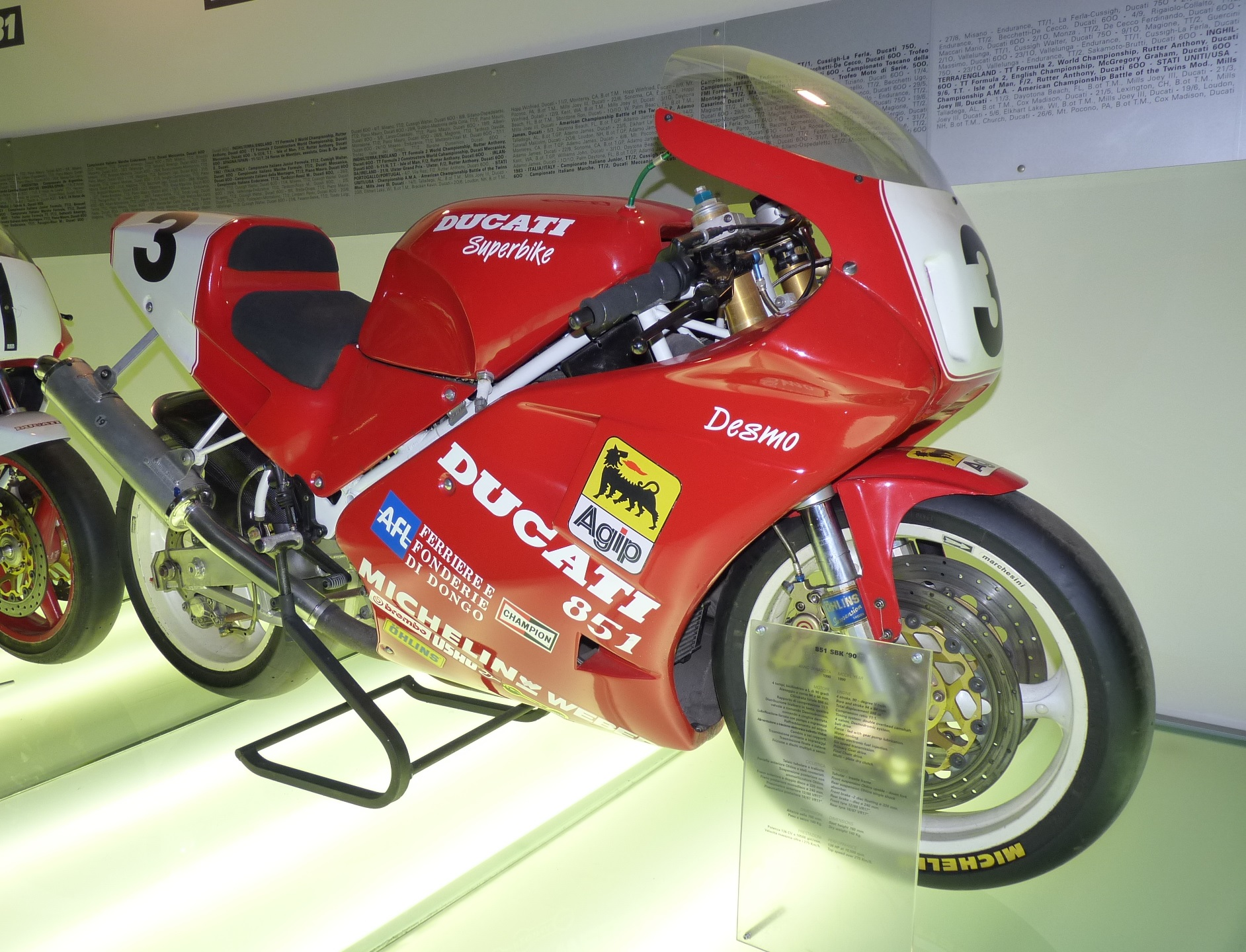
Mit der Ducati 851 gewann Roche 1990 die Superbike-Weltmeisterschaft.

Nach den enttäuschenden beiden Jahren auf der Halbliter-Cagiva engagierte sich Raymond Roche ab der Saison 1989 ausschließlich in der Superbike-WM. Er trat für das Ducati-Werksteam Squadra Corse Ducati Lucchinelli, das von Ex-500er-Weltmeister Marco Lucchinelli geführt wurde, auf einer 851 an und erreichte in den 22 Saisonläufen mit fünf Siegen die meisten aller Fahrer im Feld. In der Gesamtwertung wurde er damit hinter dem US-Amerikaner Fred Merkel und dem Belgier Stéphane Mertens (beide auf Honda RC 30) Dritter.
In der Saison 1990 ging Roche mit Ausnahme von zwei Überseerennen in Kanada und Malaysia, wo er als Privatfahrer antrat, wieder für das Ducati-Werksteam von Marco Lucchinelli an den Start. Sein Teamkollege war Giancarlo Falappa. Er gewann acht der 26 Läufe, fuhr insgesamt 17 Podestplätze, drei Pole-Positions und neun schnellste Rennrunden ein und gewann souverän den WM-Titel. Im Endklassement hatte er 57 Zähler Vorsprung auf den WM-Zweiten, den Italiener Fabrizio Pirovano (Yamaha OW01).
Auch 1991 pilotierten Roche und Falappa die Lucchinelli-Ducatis. Allerdings erwuchs ihnen mit dem US-Amerikaner Doug Polen, der im Fast-by-Ferracci-Team des Tuners Eraldo Ferracci ebenso wie Roche und Falappa auf einer Ducati 888 antrat, im eigenen Haus nahezu unbezwingbare Konkurrenz. Polen gewann 17 der 26 Saisonläufe (bei den beiden Rennen in Kanada war er wie die meisten Piloten nicht angetreten), stand nur dreimal nicht auf dem Siegerpodest und gewann überlegen vor Roche (drei Siege, 15 Podestplätze) den WM-Titel.
Zur Saison 1992 ersetzte Polen Roche im Ducati-Werksteam, woraufhin dieser im eigenen Team auf Ducati antrat. Roche fuhr sechs Siege und 14 Podestplätze ein, musste aber dennoch in der Gesamtwertung wiederum Polen (neun Siege, 15 Podien) mit 336 zu 371 Punkten den Vortritt lassen.
Nach der Saison 1992 beendete Raymond Roche seine aktive Karriere. Er bestritt insgesamt 97 Superbike-WM-Rennen, gewann davon 23 und schaffte insgesamt 57 Podiumsplatzierungen sowie 18 Pole-Positions und 15 schnellste Rennrunden.

## Statistik

### Erfolge
- 1981 – Langstrecken-Weltmeister auf Kawasaki
- 1983 – Bol-d’Or-Sieger zusammen mit Dominique Sarron und Guy Bertin auf Honda
- 1990 – Superbike-Weltmeister auf Ducati

### In der Motorrad-Weltmeisterschaft
| Saison | Klasse  | Team                   | Motorrad | Rennen | Siege | Zweiter | Dritter | Poles | Schn. Runden | Punkte | Ergebnis |
| ------ | ------- | ---------------------- | -------- | ------ | ----- | ------- | ------- | ----- | ------------ | ------ | -------- |
| 1976   | 250 cm³ | unbekannt              | Yamaha   | 1      | –     | –       | –       | –     | –            | 0      | –        |
| 1977   | 350 cm³ | unbekannt              | Yamaha   | 2      | –     | –       | –       | –     | –            | 0      | –        |
| 1978   | 250 cm³ | unbekannt              | Yamaha   | 7      | –     | –       | 1       | –     | –            | 26     | 11.      |
| 1978   | 350 cm³ | unbekannt              | Yamaha   | 3      | –     | –       | –       | –     | –            | 3      | 22.      |
| 1979   | 250 cm³ | unbekannt              | Yamaha   | 4      | –     | –       | –       | –     | –            | 0      | –        |
| 1980   | 500 cm³ | unbekannt              | Yamaha   | 6      | –     | –       | –       | –     | –            | 1      | 23.      |
| 1981   | 500 cm³ | unbekannt              | Suzuki   | 4      | –     | –       | –       | –     | –            | 0      | –        |
| 1982   | 500 cm³ | unbekannt              | Suzuki   | 4      | –     | –       | –       | –     | –            | 1      | 28.      |
| 1983   | 500 cm³ | unbekannt              | Honda    | 11     | –     | –       | –       | –     | –            | 22     | 10.      |
| 1984   | 500 cm³ | Honda Total            | Honda    | 12     | –     | 4       | 4       | 2     | –            | 99     | 3.       |
| 1985   | 500 cm³ | Marlboro Team Agostini | Yamaha   | 12     | –     | 1       | –       | –     | –            | 50     | 7.       |
| 1986   | 500 cm³ | Racing Team Katayama   | Honda    | 11     | –     | –       | –       | –     | –            | 35     | 8.       |
| 1987   | 500 cm³ | Team Cagiva – Alstare  | Cagiva   | 13     | –     | –       | –       | –     | –            | 15     | 13.      |
| 1988   | 500 cm³ | Cagiva Corse           | Cagiva   | 10     | –     | –       | –       | –     | –            | 13     | 20.      |
| 1989   | 500 cm³ | Cagiva Corse           | Cagiva   | 2      | –     | –       | –       | –     | –            | 0      | –        |
| 1991   | 500 cm³ | Cagiva                 | Cagiva   | 1      | –     | –       | –       | –     | –            | 0      | –        |
| Gesamt | Gesamt  | Gesamt                 | Gesamt   | 103    | 0     | 5       | 5       | 2     | 0            | 265    |          |

### In der Superbike-Weltmeisterschaft
| Saison | Team                                                 | Motorrad   | Rennen | Siege | Zweiter | Dritter | Poles | Schn. Runden | Punkte | Ergebnis    |
| ------ | ---------------------------------------------------- | ---------- | ------ | ----- | ------- | ------- | ----- | ------------ | ------ | ----------- |
| 1988   | unbekannt                                            | Ducati 851 | 3      | –     | –       | –       | –     | 1            | 0      | –           |
| 1989   | Squadra Corse Ducati Lucchinelli                     | Ducati 851 | 22     | 5     | 5       | 1       | 8     | 2            | 222    | 3.          |
| 1990   | Corse Ducati Lucchinelli / Team Raymond Roche Ducati | Ducati 851 | 26     | 8     | 7       | 2       | 6     | 6            | 382    | Weltmeister |
| 1991   | Corse Ducati Lucchinelli                             | Ducati 888 | 20     | 4     | 7       | 4       | –     | 4            | 282    | 2.          |
| 1992   | Team Raymond Roche Ducati                            | Ducati 888 | 26     | 6     | 4       | 4       | 4     | 2            | 336    | 2.          |
| Gesamt | Gesamt                                               | Gesamt     | 97     | 23    | 23      | 11      | 18    | 15           | 1222   |             |